# Kamienica przy ulicy Mickiewicza 20 w Katowicach
Kamienica przy ulicy Adama Mickiewicza 20 w Katowicach – kamienica mieszkalno-handlowa, położona w Śródmieściu Katowic przy ulicy A. Mickiewicza 20. 
Budynek wzniesiono w 1906 roku według projektu firmy Perl i Trapp w stylu secesji z elementami modernizmu przy ówczesnej August-Schneider-Straße. Kamienica posiada pięć kondygnacji i czteroosiową elewację. Czerwona cegła została zastosowana na wyższych kondygnacjach jako element ozdobny (dekoracje posiadają elementy secesyjne). Balkony z ozdobnymi balustradami umieszczono na kondygnacjach drugiej i trzeciej. Wykusze z herbem przedsiębiorstwa „Perl – Trap” umiejscowiono na czwartej kondygnacji między oknami. Nad oknem drugiej kondygnacji zastosowano wykusz zwieńczony balkonikiem. Na elewacji zachował się napis SIC VOLO, SIC AEDIFIKO, a na suficie w sieni – rozeta stiukowa i faseta.
Kamienica została wpisana do gminnej ewidencji zabytków miasta Katowice.